# Chercos
Chercos é um município da Espanha
na província de Almería, comunidade autónoma da Andaluzia, de área 14 km² com população de 306 habitantes (2007) e densidade populacional de 21,08 hab/km².

## Demografia
| Variação demográfica do município entre 1991 e 2008 | Variação demográfica do município entre 1991 e 2008 | Variação demográfica do município entre 1991 e 2008 | Variação demográfica do município entre 1991 e 2008 | Variação demográfica do município entre 1991 e 2008 |
| --------------------------------------------------- | --------------------------------------------------- | --------------------------------------------------- | --------------------------------------------------- | --------------------------------------------------- |
| 1991                                                | 1996                                                | 2001                                                | 2004                                                | 2008                                                |
| 324                                                 | 289                                                 | 297                                                 | 286                                                 | 299                                                 |